# 12383 Eboshi
12383 Eboshi è un asteroide della fascia principale. Scoperto nel 1994, presenta un'orbita caratterizzata da un semiasse maggiore pari a 3,0752232 UA e da un'eccentricità di 0,1355498, inclinata di 8,28671° rispetto all'eclittica.